# Степанова, Александра Игнатьевна
Александра Игнатьевна Степанова (1906—1973) — советский хозяйственный, государственный и политический деятель.

## Биография
Родилась в 1906 году в Санкт-Петербурге. Член ВКП(б) с 1930 года.
С 1924 года — на хозяйственной, общественной и политической работе. В 1924—1961 гг. — второй секретарь Слуцкого райкома КП(б)Б, член Минского обкома, подпольного обкома партии, член межрайкома КП(б)Б Слуцкой зоны, и. о. секретаря межрайкома, член Слуцкого подпольного райкома КП(б) Беларуси, на партийной и советской работе в Белорусской ССР.
Избиралась депутатом Верховного Совета СССР 2-го и 3-го созывов.
Умерла в 1973 году.
Награждена орденами Ленина, Красного Знамени, Отечествен-ной войны I степени и медалями.